# Едвард Нападевич
Едвард Нападевич також Едвард Нападевич-Вєнцковський (31 липня 1812, м. Львів — 1 січня 1881, м. Відень) — віце-президент Імператорського суду у Відні, член палати панів Австрійського парламенту.

## Біографія
Народився 31 липня 1812 року у Львові в родині професора університету Миколи Нападевича.
До 1832 року вивчав право в університеті Львова. Стажер у суді в 1832 р. Практикант в Торговій палаті в 1833 р., слухач у 1836 р. Виконавець у Земельному суді у Львові в 1840 р. Реєстратор ради при Земельному суді в Тарнові з 1841 р., а з 1847 р. при апеляційному суді у Львові. З 1850 р. — адвокат при Земельному суді, з 1853 р. — при Апеляційному суді, з 1855 р. — при Вищому крайовому суді у Львові. З 1861 р. радник, а з 1871 р. — голова Сенату при Верховному суді у Відні. 1872—1876 рр. — член Державного суду. З 1874 р. — член, у 1876—1881 рр. — віце-президент Імператорського суду.
Член палати панів Австрійського парламенту з 2 жовтня 1876 (довічно).
Одружився в 1847 р. з Марією Странською (з 1862 р. Гайлькрон), 2 доньки.
Інше: тесть Клеменса Рачинського.